# Helmut Kloft
Heinrich August Helmut Kloft (* 1. November 1891 in Essen; † 28. November 1955 in Bergnassau-Scheuern) war ein deutscher Jurist und Politiker (FDP).

## Leben
Kloft besuchte die Volksschule und das Realgymnasium, wo er 1911 das Abitur ablegte. Danach studierte er Rechtswissenschaften in Tübingen, Berlin, Münster und Würzburg. Er war Mitglied des Corps Rhenania Tübingen. Von 1914 bis 1918 war er Soldat im Ersten Weltkrieg und schied als Leutnant der Reserve aus. 1921 wurde er zum Dr. jur. et rer. pol. promoviert und 1922 legte er die Große Juristische Staatsprüfung ab. Danach war er Rechtsanwalt und Notar in Duisburg. 1947 wurde er Vorsitzender des Grubenvorstands und Geschäftsführer der Gewerkschaft Mercur in Bad Ems.

## Politik
1933 war er Mitglied der DNVP. Nach 1933 wurde er Mitglied der SA (Reiterstandarte Brigade 173, später Reitersturm 7/74). 1936 schied er wegen beruflicher Inanspruchnahme durch Auslandsreisen aus. Am 8. November 1939 beantragte er die Aufnahme in die NSDAP und wurde zum 1. Januar 1940 aufgenommen (Mitgliedsnummer 7.915.611), allerdings zum 20. November 1942 wieder ausgeschlossen.
1948 wurde Kloft Mitglied der FDP und 1949 FDP-Fraktionsvorsitzender im Stadtrat von Bad Ems. Bei der Landtagswahl in Rheinland-Pfalz 1951 kam er auf einen Nachrückerplatz. Am 26. September 1951 rückte er für Wilhelm Nowack in den zweiten Landtag Rheinland-Pfalz nach. Am 7. Oktober 1953 schied er aus dem Landtag aus. Im Landtag war er Mitglied im Rechts- und Geschäftsordnungsausschuss.
Von 1924 bis 1933 war er Freimaurer. Er war Vorsitzender des Arbeitgeberverbands Bergbau Rheinland-Pfalz und Vorstandsmitglied der Vereinigung mittelrheinischer Unternehmerverbände e. V. in Koblenz.